# 1994년 코파 마스테르 데 수페르코파
1994년 코파 마스테르 데 수페르코파(1994 Copa Master da Supercopa)는 1995년 3월 3일부터 3월 16일까지 열린 코파 마스테르 데 수페르코파의 2번째 시즌이자 마지막 시즌이다. 원래는 1994년에 개최될 예정이었지만 리그 일정 등을 고려하여 1995년으로 연기되었다. 브라질의 크루제이루가 파라과이의 올림피아를 합계 1-0으로 누르고 우승을 차지했다.

## 참가 팀
- 올림피아: 1990년 수페르코파 수다메리카나 우승 팀
- 크루제이루: 1991년 수페르코파 수다메리카나, 1992년 수페르코파 수다메리카나 우승 팀

## 경기 결과
| 올림피아 | 0 – 0 | 크루제이루 |
| -------- | ----- | ---------- |
|          |       |            |

| 크루제이루 | 1 – 0 | 올림피아 |
| ---------- | ----- | -------- |
|            |       |          |

## 우승
| 1994년 코파 마스테르 데 수페르코파 우승 팀 |
| ------------------------------------------ |
| 크루제이루 1번째 우승                      |